# Calendarul lung mesoamerican

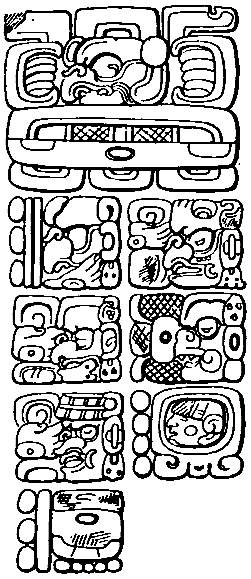
Fațada estică a stelei C, Quirigua pe care este notată data mitologică a creației - echivalentă cu 11 august 3114 î.Hr. în calendarul gregorian.

Calendarul lung mesoamerican este un calendar nerepetitiv calculat în baza 20 și 18 folosit de mai multe culturi pre-columbiene mesoamericane, în special de mayași. Din acest motiv, uneori este cunoscut sub numele de calendarul mayaș de lungă durată. Acest calendar începe cu 3.000 de ani înainte ca civilizația Maya să existe, din data de 13 Baktun, 0 Katun, 0 Tun, 0 Uinal, 0 Kin, 4 Ahau 8 Cumku care este 11 august 3114 î.Hr. în calendarul gregorian. Mitologia mayașă consideră acea zi ca dată mitologică a creației. Calendarul a fost utilizat pe scară largă în cadrul monumentelor.
Creația precedentă a omului s-a încheiat la data din calendarul lung de 12.19.19.17.19. Un alt 12.19.19.17.19 va avea loc pe 20 decembrie 2012, urmat de începerea celui de-al 14 Baktun (B'ak'tun) 13.0.0.0.0 pe 21 decembrie 2012. Există doar două referiri la creația curentă din al 13-lea B'ak'tun  în două inscripții maiașe fragmentare: Monumentul 6 de la Tortuguero și recent descoperita Scară Hieroglifică 2, blocul V (de la Corona).